# Torralba
Torralba (sardinsky: Turàlva) je italská obec (comune) v provincii Sassari v regionu Sardinie. Nachází se ve výšce 435 metrů nad mořem a má 888 obyvatel. Rozloha obce je 36,5 km².